# Groß Lieskow

Messtischblatt 1921, Ausschnitt

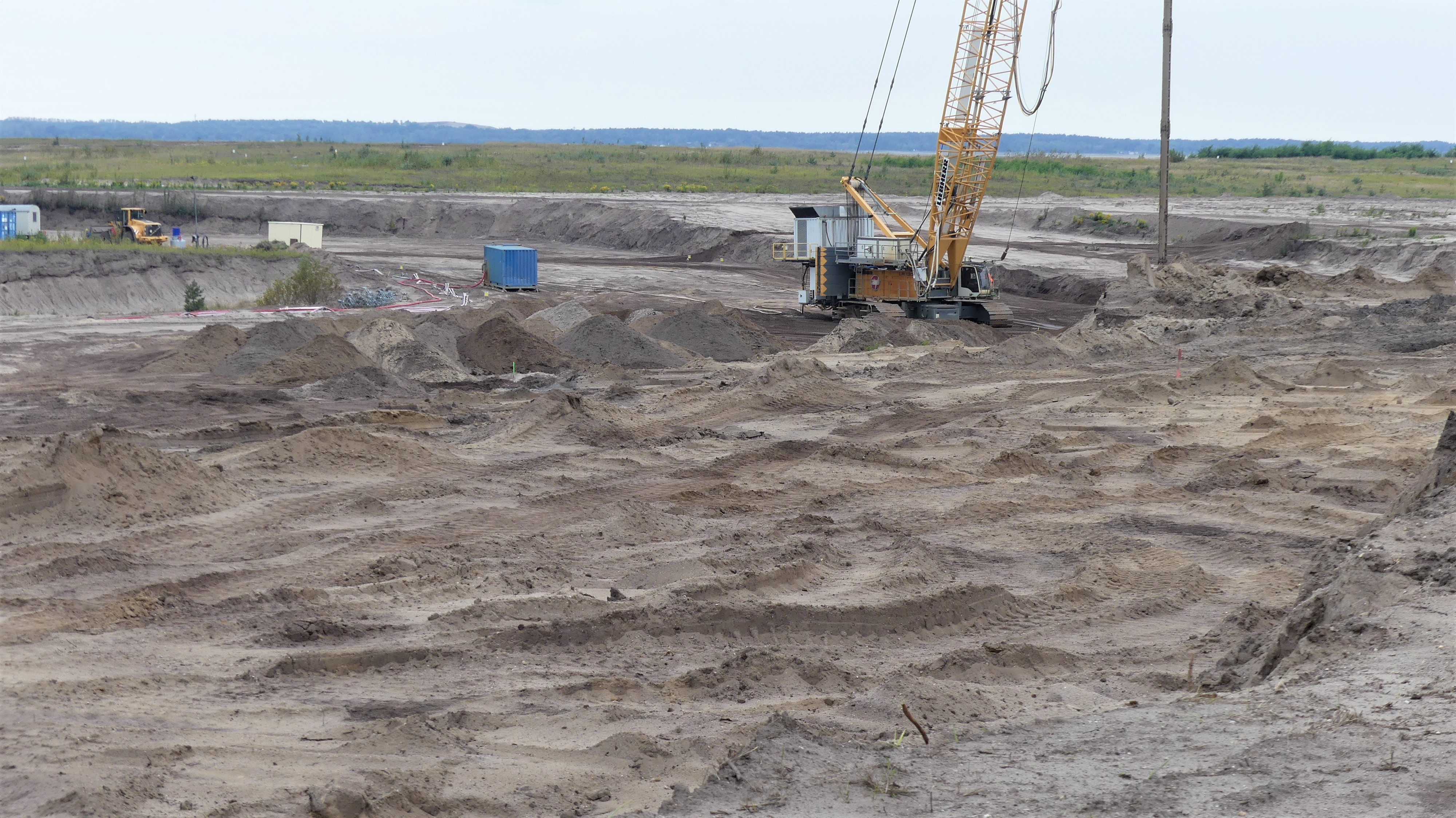
Blick in Richtung ehemaliger Dorflage

Groß Lieskow, niedersorbisch Liškow, war eine Gemeinde, zuletzt im Kreis Cottbus-Land des DDR-Bezirks Cottbus. Der Ort wurde in den Jahren 1976/77 teilweise und 1983/84 vollständig devastiert, 255 Einwohner mussten im Jahr vor der Abbaggerung umsiedeln. Die Gemarkung gehört heute zum Ortsteil Dissenchen der Stadt Cottbus.

## Lage
Groß Lieskow lag in der Niederlausitz östlich von Cottbus zwischen dem Tranitzer Fließ und dem Neuen Graben. Umliegende Ortschaften waren Bärenbrück im Nordosten, Grötsch im Osten, Tranitz im Südosten, Klein Lieskow im Südwesten, Lakoma im Westen und Neuendorf im Nordwesten.

## Geschichte
Der Ort wurde unter dem Namen Grozßen Lisekow erstmals im Jahr 1351 erwähnt. Der Ortsname ist vom sorbischen Wort „liška“ für „Fuchs“ abgeleitet. Im Jahr 1880 lebten im Ort 511 Sorben, 1956 wurden noch 400 nachgewiesen. Im Zweiten Weltkrieg wurde der Ort schwer beschädigt. 1969 wurde die LPG „Nowa droga“ (Neuer Weg) gegründet. Nachdem im Jahr 1972 bekannt gegeben wurde, dass das Dorf dem Tagebau Cottbus-Nord zum Opfer fallen werde, verließen viele Einwohner den Ort. Der Ortsteil Hustall musste bereits 1974/75 von den Einwohnern wegen des heranrückenden Tagebaus verlassen werden.

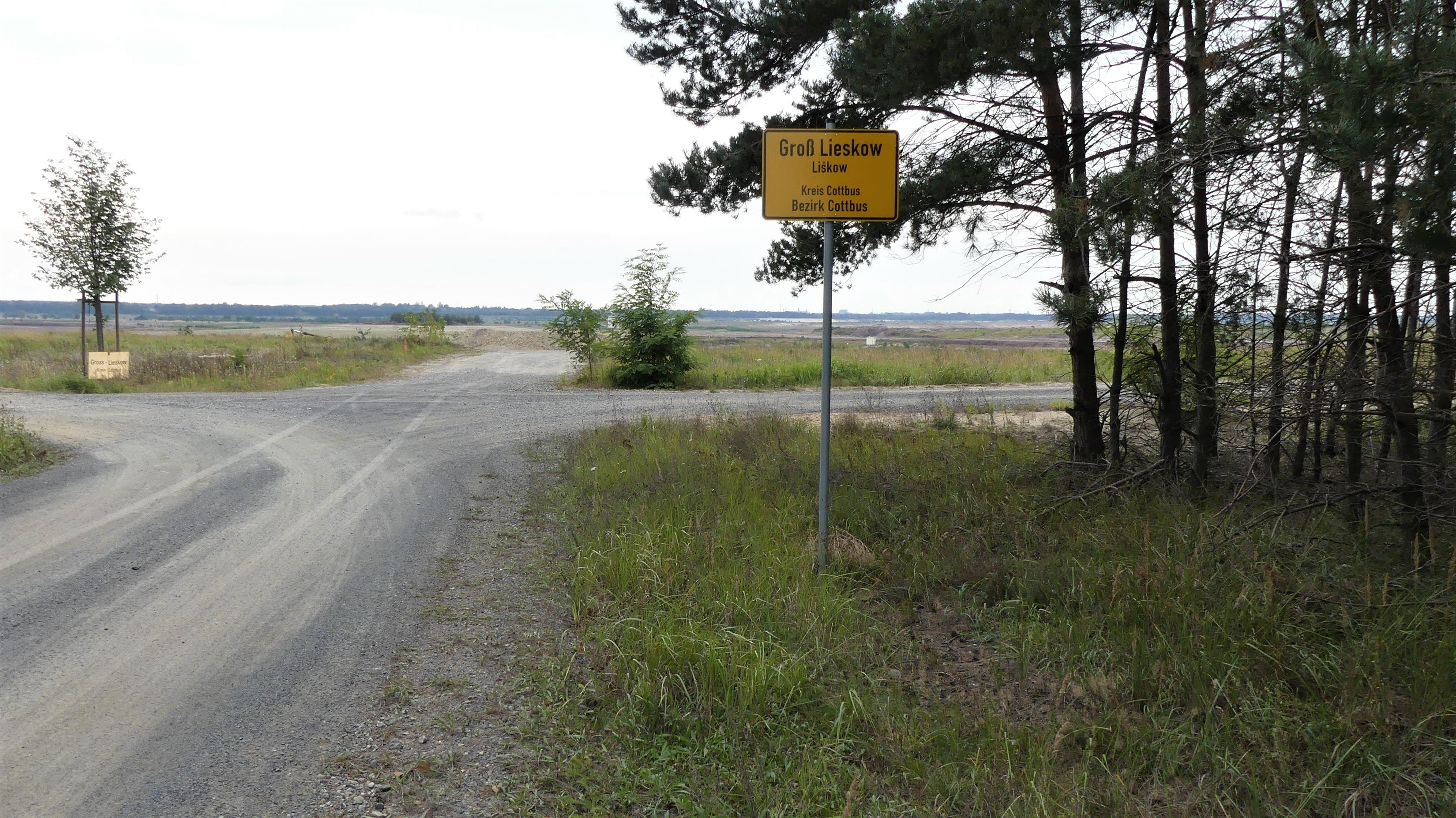
Erinnerungsstätte für das Dorf Groß Lieskow

Kurz vor der vollständigen Abbaggerung wurde Groß Lieskow am 1. August 1983 nach Dissenchen eingemeindet. Seit der Eingemeindung von Dissenchen am 6. Dezember 1993 gehört die Ortsflur von Groß Lieskow zur Stadt Cottbus. Am 8. Juni 2013 wurde auf der ehemaligen Gemarkung von Groß Lieskow, an der Landesstraße 483 zwischen Neuendorf und Heinersbrück (Lage), eine Erinnerungsstätte mit Gedenkstein, Informationstafeln und einer Schutzhütte eingerichtet.

## Kirche

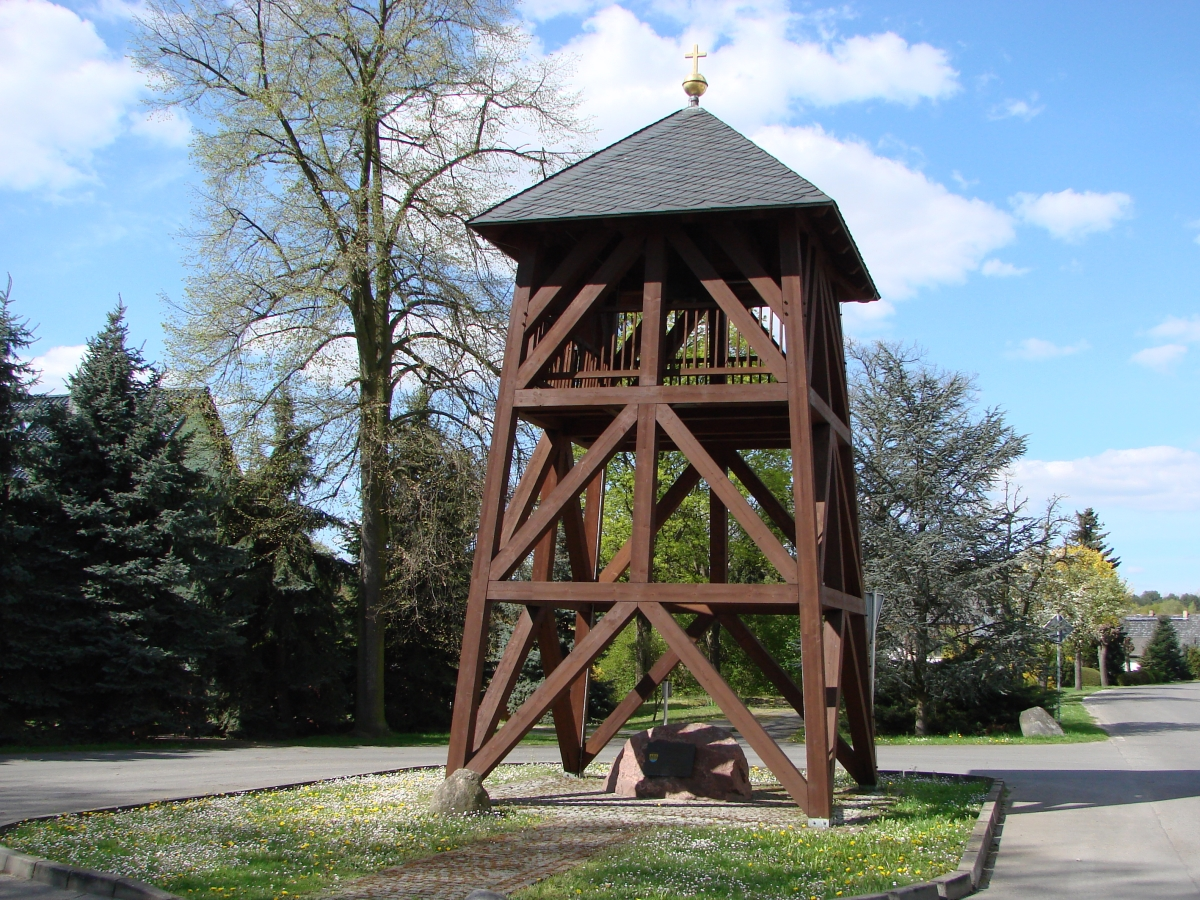
Glockenturm in Bärenbrück

Groß Lieskow war seit dem 15. Jahrhundert Kirchgemeinde. 1880 war die gesamte Parochie mit den eingepfarrten Gemeinden Klein Lieskow, Schlichow, Tranitz, Klinge, Grötsch, Heinersbrück und Bärenbrück weitgehend sorbisch. Das bedeutete, dass in der Kirche sowohl Deutsch als auch Sorbisch gepredigt wurde. Die Kirche wurde im 15. und 16. Jahrhundert erbaut. Im Zweiten Weltkrieg beschädigten Einschüsse die Kirche. Zwei der drei Glocken waren zuvor bereits eingezogen worden. Die letzte verbliebene Glocke läutete bis 1982 in der Kirche Groß Lieskow. Danach wurde sie in der Kirche Heinersbrück aufbewahrt. Das Bauwerk wurde 1984 schließlich abgebrochen. Zuvor hatte ein Mitarbeiter der Kunst und Antiquitäten GmbH der Kirchengemeinde den Ankauf der gesamten Kirchenausstattung angeboten. Im Jahr 2005 konnte auf Grund der Initiative von ehemaligen Einwohnern die verbliebene Glocke in Bärenbrück, in einem neu errichteten Glockenturm, eingeweiht werden. Ihr Läuten erinnert an den abgebaggerten Ort.

## Trivia
1986 schuf der Maler Eberhard Trodler das Ölgemälde Frau Luise K. aus Groß-Lieskow. Es befindet sich in der Kunstsammlung Lausitz in Senftenberg.